# Alfredo Pián
Alfredo Pián (Las Rosas, Argentina, 21 de octubre de 1912-Ciudad de Buenos Aires, 25 de julio de 1990) fue un automovilista argentino.

## Trayectoria
Compitió en la Temporada 1950 de Fórmula 1 únicamente en el Gran Premio de Mónaco manejando un Maserati de la Scuderia Achille Varzi. Mientras realizaba la clasificación (en las cuales tenía la sexta vuelta más rápida) sufrió un accidente que le ocasionó múltiples lesiones en las piernas, tras lo cual no pudo comenzar la carrera. Luego de eso no volvería a competir en Fórmula 1.
En Argentina fue campeón de Fuerza Limitada en 4 oportunidades y de Fuerza Libre en 3.

## Resultados

### Fórmula 1
(Clave) (negrita indica pole position) (cursiva indica vuelta rápida)

| Año         | Escudería              | 1   | 2       | 3   | 4   | 5   | 6   | 7   | Pos. | Puntos |
| ----------- | ---------------------- | --- | ------- | --- | --- | --- | --- | --- | ---- | ------ |
| 1950        | Scuderia Achille Varzi | GBR | MON DNS | 500 | SUI | BEL | FRA | ITA | NC   | 0      |
| Referencia: |                        |     |         |     |     |     |     |     |      |        |